# Le Bodéo
Le Bodéo (en bretó Bodeoù, gal·ló Le Bodéo) és un municipi francès, situat a la regió de Bretanya, al departament de Costes del Nord. L'any 1999 tenia 189 habitants.

## Demografia
| 1962                                       | 1968 | 1975 | 1982 | 1990 | 1999 |
| ------------------------------------------ | ---- | ---- | ---- | ---- | ---- |
| 338                                        | 357  | 271  | 236  | 201  | 189  |
| Des de 1962: població sense dobles comptes |      |      |      |      |      |

## Administració
| Període   | Identitat       | Partit |
| --------- | --------------- | ------ |
| 2001-2008 | Félix Le Tyrant |        |
| 2008-     | Anne Henry      |        |